# Manon Uffren
Manon Uffren, née le 2 juin 1997 à Avignon, est une footballeuse française. Elle évolue actuellement au poste de milieu de terrain au Parme Calcio.

## Biographie
Née le 2 juin 1997 à Avignon, Manon Uffren commence le football à 5 ans, dans le club d'Eygalières dont ses parents sont président et secrétaire. Elle joue dans un effectif masculin, tout comme à Saint-Rémy-de-Provence de 10 à 15 ans. En juillet 2012, elle intègre le club de Football Club féminin Monteux-Vaucluse, où elle joue en deuxième division, comme meneuse de jeu; alors qu'elle évoluait auparavant au poste d'arrière gauche. Elle connait alors quelques premières sélection en équipe nationale, à partir de 2013, en U16 et U17 féminine. Elle est sélectionnée pour s'inscrire en sport-études au Pôle France féminin de football.
En juillet 2014, elle rejoint le Montpellier Hérault Sport Club, où elle joue son premier match avec l'équipe senior contre Muret, le 24 janvier 2015, en seizièmes de finale de la Coupe de France : elle y marque un but par une frappe de 25 mètres du pied gauche,.
Elle est sélectionnée dans l'équipe de France U19 qui remporte le Championnat d'Europe féminin des moins de 19 ans 2016, où elle joue quatre matchs.
Ayant rejoint le Dijon Football Côte-d'Or en janvier 2017, elle revient en juillet au MHSC, où elle signe son premier contrat professionnel. En 2018, elle est sélectionnée pour le maltch retour de la demi-finale de la Ligue des champions contre Chelsea, perdu sur le score de trois buts à un. En décembre 2019, n'ayant joué qu'un seul match au MHSC depuis le début de la saison, elle est prêtée à l'AS Saint-Étienne.
Ayant signé en juillet 2020 dans le club, elle participe à sa montée en première division. Elle quitte le club après être devenue capitaine de l'équipe, à la fin de la saison 2021/2022, durant laquelle elle marque un but lors du derby contre Lyon le 12 mars.
Après avoir interrompu sa carrière de footballeuse pendant un an et demi pour être coach sportive, elle rejoint le FC Nantes en janvier 2024. Elle est remarquée lors du premier match de la première saison du club en première ligue en 2024/2025, pour un but de 35 mètres qui donne la victoire à son club, sur le terrain du Havre, le 21 septembre 2024,. Le but est désigné comme le plus beau but de la saison de D1 Arkema, lors d'une cérémonie organisée par la Ligue Féminine de Football Professionnel le 28 avril 2025 à Paris.
Le 19 octobre, elle contribue au succès contre le Stade de Reims (1-3) avec sa première passe décisive de la saison. Elle est désignée joueuse du mois d'octobre de la première ligue féminine.
Le journal L'Équipe annonce en mai 2025 qu'elle rejoindra le club de Parme lors de la saison 2025/2026.

## Statistiques et palmarès

### Statistiques
Le tableau suivant présente, pour chaque saison, le nombre de matchs joués et de buts marqués dans le championnat national, en Coupe de France et en compétitions internationales. Le cas échéant, les sélections nationales sont indiquées dans la dernière colonne.
| Saison    | Club        | Championnat | Championnat | Championnat | Coupe nationale | Coupe nationale | Coupe nationale | Sélections nationales | Sélections nationales | Sélections nationales |
| Saison    | Club        | Type        | Matchs      | Buts        | Type            | Matchs          | Buts            | Type                  | Matchs                | Buts                  |
| 2013-2014 | FCF Monteux | D2          | 19          | 5           |                 |                 |                 | U17                   | 8                     | 1                     |
| 2014-2015 | MHSC        | D1          | 1           | 0           | CdF             | 1               | 1               | U19                   | 6                     | 1                     |
| 2015-2016 | MHSC        | D1          | 6           | 1           | CdF             | 3               | 1               | U19                   | 1                     | 2                     |
| 2016-2017 | MHSC        | D1          | 3           | 0           |                 |                 |                 |                       |                       |                       |
| 2016-2017 | Dijon FCO   | D2          | 3           | 0           |                 |                 |                 |                       |                       |                       |
| 2017-2018 | MHSC        | D1          | 10          | 1           | CdF             | 4               | 1               |                       |                       |                       |
| 2018-2019 | MHSC        | D1          | 0           | 0           |                 |                 |                 |                       |                       |                       |
| 2019-2020 | MHSC        | D1          | 1           | 0           |                 |                 |                 |                       |                       |                       |
| 2019-2020 | ASSE        | D2          | 4           | 0           | CdF             | 2               | 1               |                       |                       |                       |
| 2020-2021 | ASSE        | D2          | 4           | 1           |                 |                 |                 |                       |                       |                       |
| 2021-2022 | ASSE        | D1          | 18          | 1           | CdF             | 1               | 0               |                       |                       |                       |
| 2023-2024 | FC Nantes   | D2          | 13          | 0           | CdF             | 2               | 0               |                       |                       |                       |
| 2024-2025 | FC Nantes   | D1          | 18          | 1           | CdF             | 1               | 0               |                       |                       |                       |

### Palmarès

#### En sélection
- France U19
  - Championne d'Europe des moins de 19 ans : 2016 en Slovaquie